# ¡Hola!
¡Hola! – popularny hiszpański tygodnik o nakładzie 973 tys. egzemplarzy. Jest drugim po Pronto, pod względem nakładu, najlepiej sprzedającym się czasopismem w Hiszpanii.
Magazyn zajmuje się informowaniem o życiu znanych osób pojawiających się w środkach masowego przekazu. ¡Hola! wydawany jest również w innych krajach hispanojęzycznych poza Półwyspem Iberyjskim, m.in. w Argentynie. Odpowiednikiem ¡Hola! wydawanego w Wielkiej Brytanii jest magazyn Hello!.

## Historia
Początkowo pismo było wydawane i kierowane przez Antonio Sáncheza, jako dodatek do dziennika La Prensa de Barcelona (po raz pierwszy wydane w 1944 roku). W 1984 roku po śmierci pierwszego wydawcy jego rolę przejął syn – Eduardo Sánchez Junco, który zajmował się wydawaniem i dystrybucją magazynu do swojej śmierci 14 lipca 2010 roku. Następnie wydawcą został syn Eduardo Sáncheza – Eduardo Sanchez Perez. W 1989 roku uruchomiona została angielska edycja tego tygodnika w Wielkiej Brytanii pod nazwą Hello. Dystrybucja odbywa się co tydzień w 70 krajach, największy zaś nakład wydawany jest w samej Hiszpanii.